# Hindupur

Hindupur är en stad i distriktet Anantapur i delstaten Andhra Pradesh i Indien. Folkmängden uppgick till 151 677 invånare vid folkräkningen 2011.